# International Football Union
A International Football Union (IFU) foi uma organização de Futebol Não-FIFA (que funciona tal e qual a FIFA) fundada em Agosto de 2009, que tem países, regiões, dependências e estados não reconhecidos que não são associados a FIFA, e que era sediada em Guimarães, Portugal.
A 17 de Outubro foi anunciada a adesão dos seus primeiros membros, com os pedidos formais por parte da Grönland Bondspil-Union (Gronelândia) e da Zanzibar Football Association (representando Zanzibar) aos quais foi de imediato consedido o estatuto de membros provisórios. A organização foi dissolvida em 2010.

## Membros provisórios
- Seleção Gronelandesa de Futebol
- Seleção Zanzibarita de Futebol